# Aniara : L'Odyssée stellaire
Pour plus de détails, voir Fiche technique et Distribution.
Aniara : L'Odyssée stellaire (Aniara) est un film dano-suédois réalisé par Pella Kågerman et Hugo Lilja, sorti en 2018. 
Il s’agit de l’adaptation d'un célèbre poème épique suédois, Aniara, de l'écrivain nobelisé Harry Martinson (1956).

## Synopsis
Dans un futur indéterminé, la Terre est ravagée par des catastrophes et les humains émigrent en masse vers la planète Mars à bord d'immenses vaisseaux commerciaux. À bord de l'Aniara, les passagers vaquent nonchalamment à diverses occupations consuméristes en attendant la fin du voyage, qui doit durer trois semaines.
Mais un accident fait dévier le vaisseau de sa trajectoire, l'envoyant se perdre dans le cosmos sans espoir de retour. Dès lors, le film devient un huis-clos où le microcosme de société formé par l'équipage et les passagers traverse diverses phases, entre cultes religieux néo-païens et désespoir existentiel.
Le film suit l'histoire de MR et Isagel, deux femmes qui nouent une relation de couple, et qui réagissent chacune à leur façon au destin inexorable du vaisseau où elles sont piégées.

## Fiche technique
- Titre français : Aniara : L'Odyssée stellaire
- Titre original : Aniara
- Réalisation et scénario : Pella Kågerman et Hugo Lilja
- Musique : Alexander Berg
- Direction artistique : Linnéa Pettersson et Maja-Stina Åsberg
- Costumes : Ellen Utterström
- Photographie : Sophie Winqvist Loggins
- Son : Calle Wachtmeister
- Montage : Pella Kågerman, Björn Kessler et Michal Leszczylowski
- Production : Annika Rogell
- Sociétés de production : Meta Film Stockholm AB ; Viaplay (coproduction)
- Société de distribution : SF Studios (Suède)
- Pays de production :  Suède /  Danemark
- Langue originale :  suédois
- Format : couleur - 2.35:1
- Genre : science-fiction
- Durée : 106 minutes
- Dates de sortie :
  - Canada : 7 septembre 2018 (Festival international du film de Toronto)
  - Suède : 1er février 2019
  - France : 13 mars 2020 en (vidéo à la demande)

## Distribution
- Emelie Jonsson : MR
- Bianca Cruzeiro : Isagel
- Anneli Martini : l'astronome
- Emma Broomé : Chebeba
- Arvin Kananian : Cheffone
- Peter Carlberg : l'ingénieur en chef
- Dakota Trancher Williams : Tivo
- Jennie Silfverhjelm : Libidel
- Jamil Drissi : l'intendant

## Accueil

### Festival et sortie
Le film est sélectionné et projeté au festival international du film fantastique de Gérardmer 2019, où il obtient le prix du jury. Il sort le 1er février 2019 en Suède.

### Critiques
Récompensé par plusieurs prix, le film est jugé « sombre et cru », « terriblement ambitieux » et « souvent déroutant ». La critique souligne la crédibilité de l'univers visuel et son élégance malgré un budget réduit.
Un article des Inrockuptibles déclare à propos du festival de Gérardmer 2019 : « [Aniara, c'est] notre Grand Prix à nous », estimant que le film est une « critique maline de la dégénérescence consumériste de notre société moderne ».
Le film comporte des scènes de nudité explicites.

## Distinctions

### Récompenses
- Festival de cinéma européen des Arcs 2018 : 
  - Prix Cineuropa[5]
  - Prix d’interprétation féminine pour Emilie Jonsson[5]
- Festival international du film fantastique de Gérardmer 2019
  - Prix du Jury[6],[3]
- Discovery of the Year 2019
  - Nommé pour le prix European Discovery[7]
- Nommé pour le Saturn Award du meilleur film international 2019